# Maurice Rostand
Maurice Rostand (Parigi, 26 marzo 1891 – Ville-d'Avray, 21 febbraio 1968) è stato uno scrittore francese.

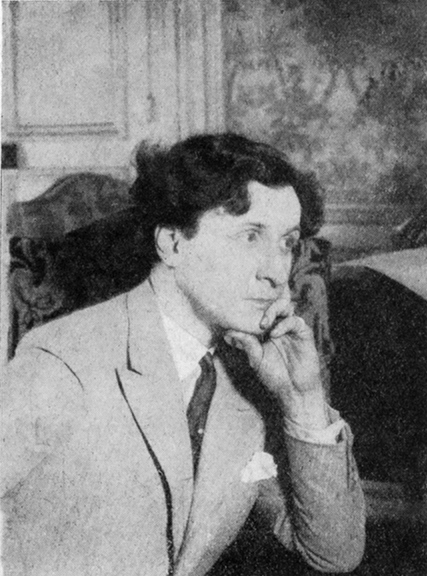
Maurice Rostand, ca 1929

Figlio del poeta ed autore Edmond Rostand e della poetessa Rosemonde Gérard e fratello del biologo Jean Rostand, ha scritto numerose opere che ricalcano lo stile romantico del padre.
Scrittore omosessuale noto per il suo eclettismo, si impegnò soprattutto nella stesura di opere teatrali in versi che, pur ottenendo un discreto successo di pubblico, furono snobbate dalla critica. Esordì nel 1920 con il romanzo Cercueil de cristal (La bara di cristallo) per proseguire instancabilmente la sua carriera, fino a diventare uno dei più celebri autori francesi tra le due guerre mondiali. Nel 1935 diede vita a Le procès d'Oscar Wilde (Il processo di Oscar Wilde), che testimonia il suo impegno in favore della causa omosessuale.
Dopo il secondo conflitto mondiale ridusse notevolmente la sua attività artistica. Diede comunque alla stampe un'opera autobiografica (Confession d'un demi-siècle, ovvero Confessioni di mezzo secolo) nel 1948 ma anche poesie in melodiosi versi alessandrini, raccolte in Poésies complètes (1950).

## Opere

### Teatro
- La Gloire, 1921
- La Mort de Molière, 1922
- Le Masque de fer, 1923
- Le Secret du Sphinx, commedia in quattro atti, 1924
- Le procès d'Oscar Wilde, 1935
- La nuit des amants, 1926
- Napoléon IV, 1928
- L'homme que j'ai tué, 1934
- Charlotte et Maximilien, 1946

### Libri
- Cercueil de cristal, 1920
- Confession d'un demi-siècle, 1948
- Poésies complètes, 1950